# 房凤友
房凤友（1941年—），天津市人，中华人民共和国政治人物。

## 簡歷
1961年，就学于河北北京师范学院历史系历史专业，毕业后担任河北日报社编辑、调研组副组长。1975年，升任河北省委办公厅副主任。后改任贵州省委第一书记秘书。1982年，任天津市委办公厅调研一处负责人、综合处处长。1986年，任天津市政府办公厅主任。1988年，升任秘书长。1991年，兼任天津市委组织部部长。1995年，升任天津市委副书记。1998年，任天津市政协主席。2003年，改任天津市人大常委会主任。